# Утумно
Уту́мно (кв. Utumno, в переводе  — «глубочайшая» или «скрытая»), также известная как Удун (синд. Udûn) — в легендариуме Дж. Р. Р. Толкина первая крепость, построенная Мелькором в Средиземье. Находилась в Железных горах на крайнем севере Средиземья.

## Создание и разрушение Утумно
Согласно «Валаквенте», Утумно была построена Мелькором после его явления в Арду и первого поражения в Войне Стихий, после которой были сотворены Альмарен и Великие Светильники Валар. Он построил её подальше от Столпов Света Валар, у самого основания северного Светильника Иллуина, где, как пишет автор «Валаквенты», меркли лучи испускаемого им света.
Утумно была базой для операций Мелькора в течение 1146 лет; именно оттуда он организовал нападение на Столпы Света, разрушил Великие Светильники и тем самым начал искажение Арды. Также именно здесь он впервые заточил захваченных им в окрестностях озера Куивиэнен новосотворённых эльфов и вывел из них орков. В стенах Утумно Мелькор также сотворил и разводил гигантских пауков и иных чудовищ, что заполняли Средиземье злом. Валар заметили зло, заполняющее Средиземье и начали поиск его источников.
Позже Мелькор основал вторую, подобную Утумно, подземную крепость у западного края Эред Энгрин, известную как Ангбанд и являвшуюся сторожевым форпостом на пути к Утумно.
Утумно была разрушена в финале Войны Стихий, когда Мелькор был не просто побеждён, но и впервые за всё время попал в плен к Валар на целых триста лет. Несмотря на то, что разрушена она была не до конца, больше Мелькор в неё не возвращался. После его возвращения в Средиземье он обосновался в крепости Ангбанд, которая и стала его основной резиденцией до его изгнания за пределы Арды через Врата Ночи. Однако в подвалах и пещерах крепости осталось довольно-таки большое количество чудовищ и злобных духов.

## Прочие упоминания в легендариуме
- Гэндальф на мосту Казад-Дума обращается к балрогу «Пламя Удуна!», используя более распространённый синдаринский вариант названия Утумно.
- Название Удун также носила долина на северо-западе Мордора, через которую пролегал военный тракт из Барад-Дура к Чёрным Вратам Мораннона.

## Утумно в адаптациях и фанфиках
В русскоязычных фанфиках наиболее известным неканоническим использованием образа Утумно является «Чёрная книга Арды» (авторства Иллет и Элхэ Ниэннах). В «Чёрной книге» Утумно носит имя Хэлгор, это название относится не к грандиозной подземной цитадели, а к замку, возведённому Мелькором, и расположенному вокруг него деревянному городу Эллери Ахэ или Эльфов Тьмы, его учеников. Населяют Хэлгор не орки и прочие чудовища, а Эльфы Тьмы и балроги-Ахэрэ.
В альтернативном прочтении истории штурма Утумно в «Чёрной книге» Хэлгор также подвергается полному уничтожению, при этом часть Эллери Ахэ оказываются в плену и подвергаются суду Валар и казни в Валиноре.